# Otto Grautoff

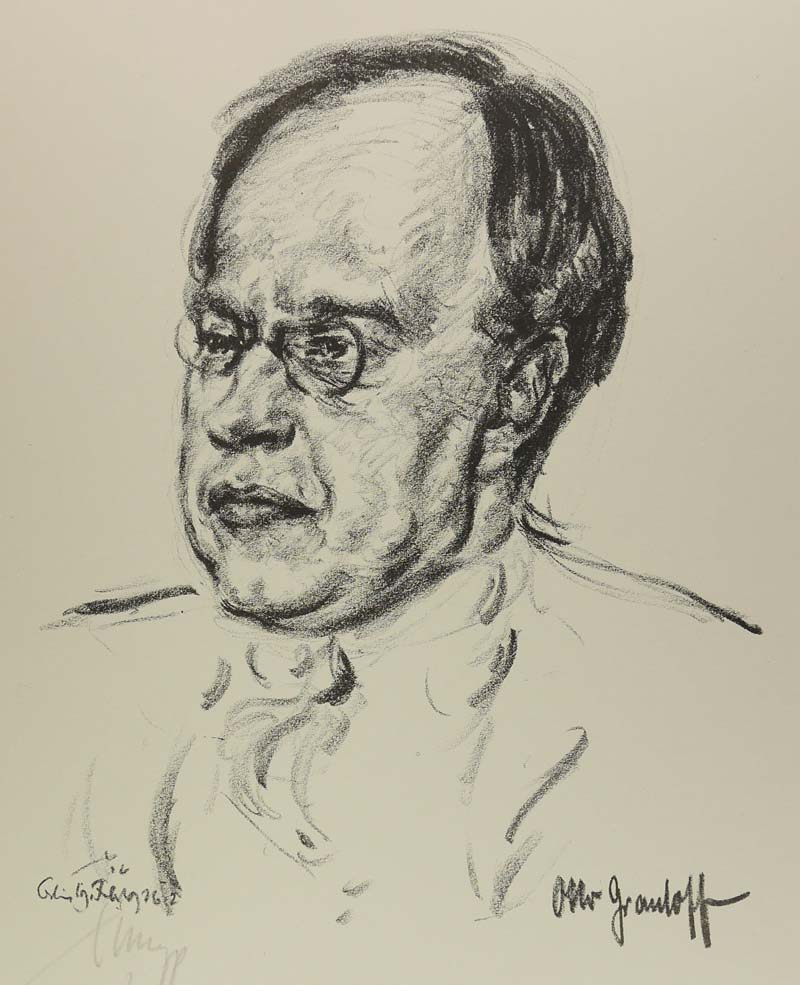
Otto Grautoff av Emil Stumpp (1926).

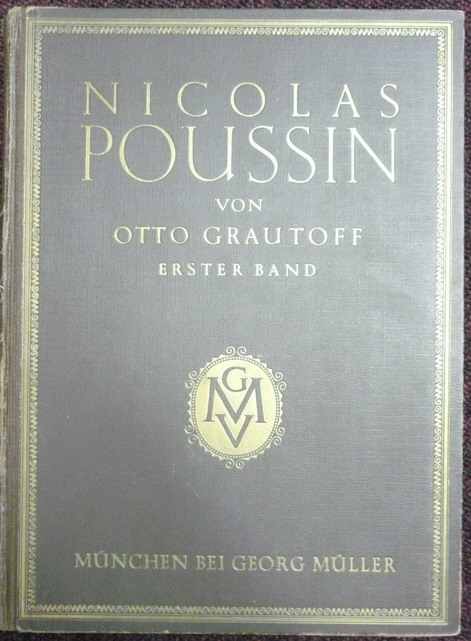
Omslaget till Grautoffs bok om Poussin.

Otto Nikolas Grautoff, född den 31 maj 1876 i Lübeck, död den 27 april 1937 i Paris, var en tysk konsthistoriker. Han var sonson till polyhistorn Ferdinand Heinrich Grautoff och bror till författaren Ferdinand Grautoff.
Grautoff, som var filosofie doktor, var verksam som konstkritiker och granskare av fransk litteratur.